# ヴェラ・チャールズ

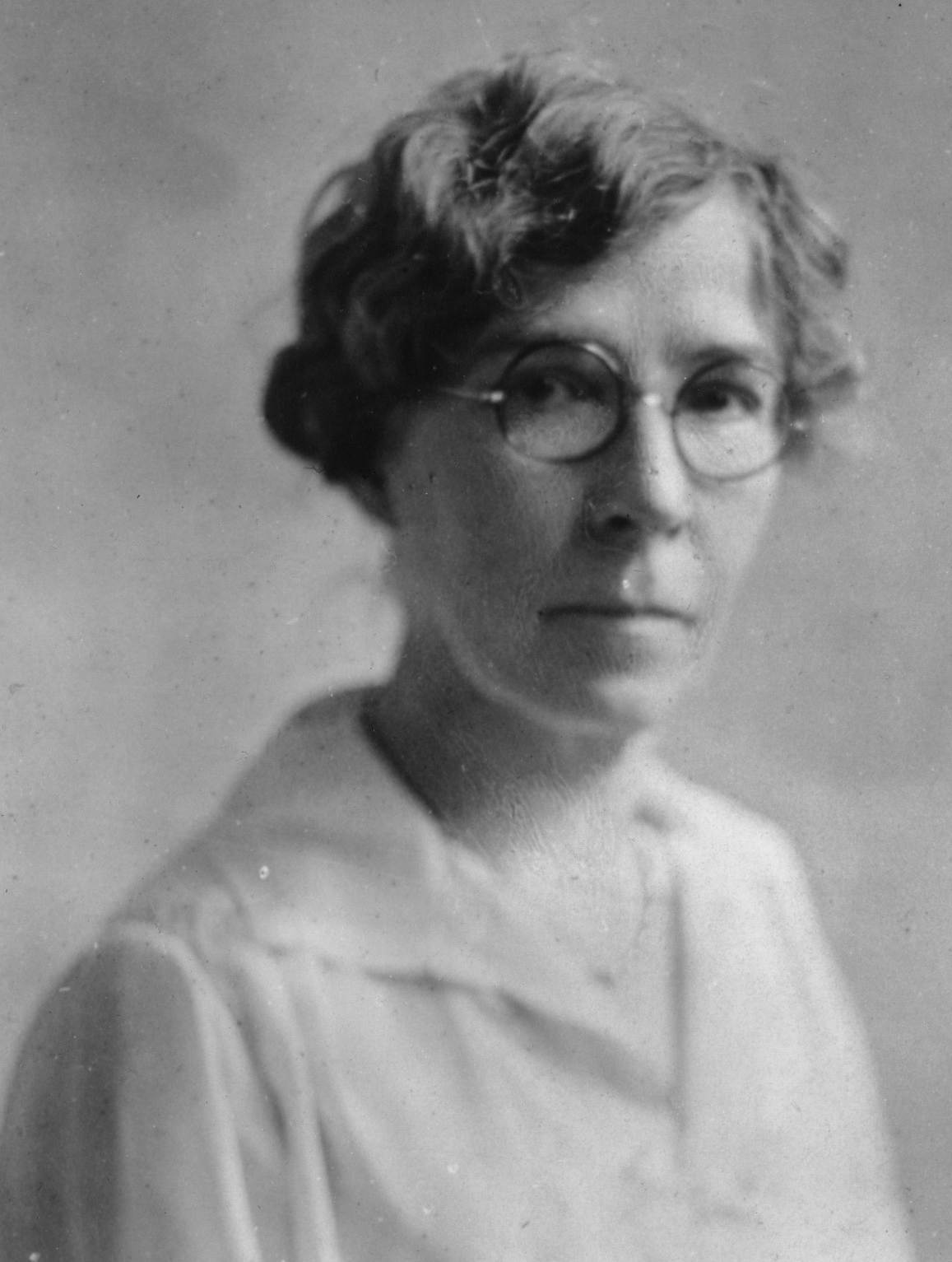
ヴェラ・キャサリーヌ・チャールズ

ヴェラ・キャサリーヌ・チャールズ（Vera Katherine Charles、1877年6月24日 – 1954年11月2日）は、アメリカ合衆国の菌類学者である。アメリカ農務省で、研究職を務めた女性のパイオニアの一人である。アメリカ農務省に在職中にキノコに関する著作を女性菌類学者、パターソンとともに執筆した。

## 略歴
ペンシルベニア州のエリー（Erie）で生まれた。コーネル大学の農学、生命科学科を1903年に卒業した。大学では菌類学を学び、植物病理学も研究した。卒業後、農務省で働き、キノコの収集部門で働いた。女性菌類学者として最初に農務省に雇われたフローラ・ウォンボー＝パターソン(1847年–1928年) と働き、1910年代から1920年代に多くの論文を共同執筆した。この共同研究はパターソンが没するまで続いた。
1912年に植物検疫法が施行される前の時代に多くの海外から輸入される植物の検査の業務を行い、チャールズの研究室はジャガイモの菌による病気（potato wart disease）を報告した。パターソンとチャールズは1917年に植物病理研究（Plant Disease Survey）で集められた標本の研究を行った。病原真菌についての多くの研究を行った。
一般向けの著書に 『キノコとその調べ方』（"Some common mushrooms and how to know them"）や『キノコ狩への誘い』（""Introduction to Mushroom Hunting"） があり、女性の生き方に関する書籍にも寄稿した。1942年に退職した後も著作を続けた。

## 著作
- Charles VK. "Occurrence of Lasiodiplodia on Theobroma cacao and Mangifera indica". The Journal of Mycology, Vol. 12, No. 4 (1906), pp. 145–146
- Charles VK. "A fungus on lace bugs" Mycologia, Vol. 29, No. 2 (1937), pp. 216–221
- Charles VK. "An entomogenous fungus on spider mites on water Hyacinth" Mycologia, Vol. 32, No. 4 (1940), pp. 537–540
- Charles VK. "A fungous disease of codling moth larvae" Mycologia, Vol. 33, No. 4 (1941), pp. 344–349
- Charles VK. "Mushroom poisoning caused by Lactaria glaucescens" Mycologia, Vol. 34, No. 1 (1942), pp. 112–113
- Charles VK. "Some common mushrooms and how to know them. United States Department of Agriculture, no. 143 Washington, D.C. (1946) doi:10.5962/bhl.title.27597